# جاش هارلسون
جاش هارلسون (انگلیسی: Josh Harrellson؛ زادهٔ ۱۲ فوریهٔ ۱۹۸۹) بازیکن بسکتبال اهل ایالات متحده آمریکا است.
از باشگاه‌هایی که در آن بازی کرده‌است می‌توان به میامی هیت، دیترویت پیستونز، و نیویورک نیکس اشاره کرد.